# Brandon Walters
Brandon Walters (ur. 19 stycznia 1995 w Chattanoodze) – amerykański koszykarz, występujący na pozycjach silnego skrzydłowego lub środkowego, obecnie zawodnik Comunicaciones Mercedes.
W szkole średniej grał też w futbol amerykański.
18 września 2018 dołączył do AZS-u Koszalin na testy. 24 września zawarł umowę z klubem. 21 lutego 2019 opuścił klub. 27 sierpnia został zawodnikiem fińskiego Joensuun Kataja Basket.
15 października 2020 podpisał kontrakt z argentyńskim Comunicaciones Mercedes.
Jego siostra – Catherine Williams grała w koszykówkę na uczelni Appalachian State w latach 2008–2012.

## Osiągnięcia
Stan na 27 sierpnia 2019, na podstawie, o ile nie zaznaczono inaczej.
NCAA
- Uczestnik II rundy turnieju NCAA (2017)
- Mistrz:
  - turnieju konferencji C-USA (2017)
  - sezonu zasadniczego C-USA (2017, 2018)